# Чжэн Чжэньдо
Чжэн Чжэньдо́ (19 декабря 1898 — 17 октября 1958) — китайский литературовед, писатель, общественный деятель. Директор Института литературы и Института археологии АН КНР. Автор сборников стихов, рассказов и очерков.

## Биография
Окончил Пекинский институт железнодорожного транспорта. Редактор ряда журналов. Участник движения «4-го мая» (1919). В 1921 — один из основателей «Общества изучения литературы». С 1931 преподавал в Пекинском и Шанхайском университетах. Выступал за изучение китайской литературы в сопоставлении её с мировой литературой. Изучал литературные жанры, которые до него не привлекали внимания историков литературы.
Перевёл на китайский язык «Чайку» А. П. Чехова, «Бедность не порок» А. Н. Островского, «Рейнеке-Лис» И. В. Гёте, стихи Р. Тагора и др.
Погиб в СССР на территории Чувашии в авиационной катастрофе Ту-104.

## Автор работ
- «Иллюстрированная история китайской литературы» (1932),
- «История простонародной китайской литературы» (1938),
- «Проблема периодизации истории китайской литературы» (1958).
- Чжунго вэньсюэ яньцзю, т. 1—3, Пекин, 1957; Чжэн Чжэнь-до вэньцзи, т. 1—2, Пекин, 1959—63.